# Pulsar-Planet

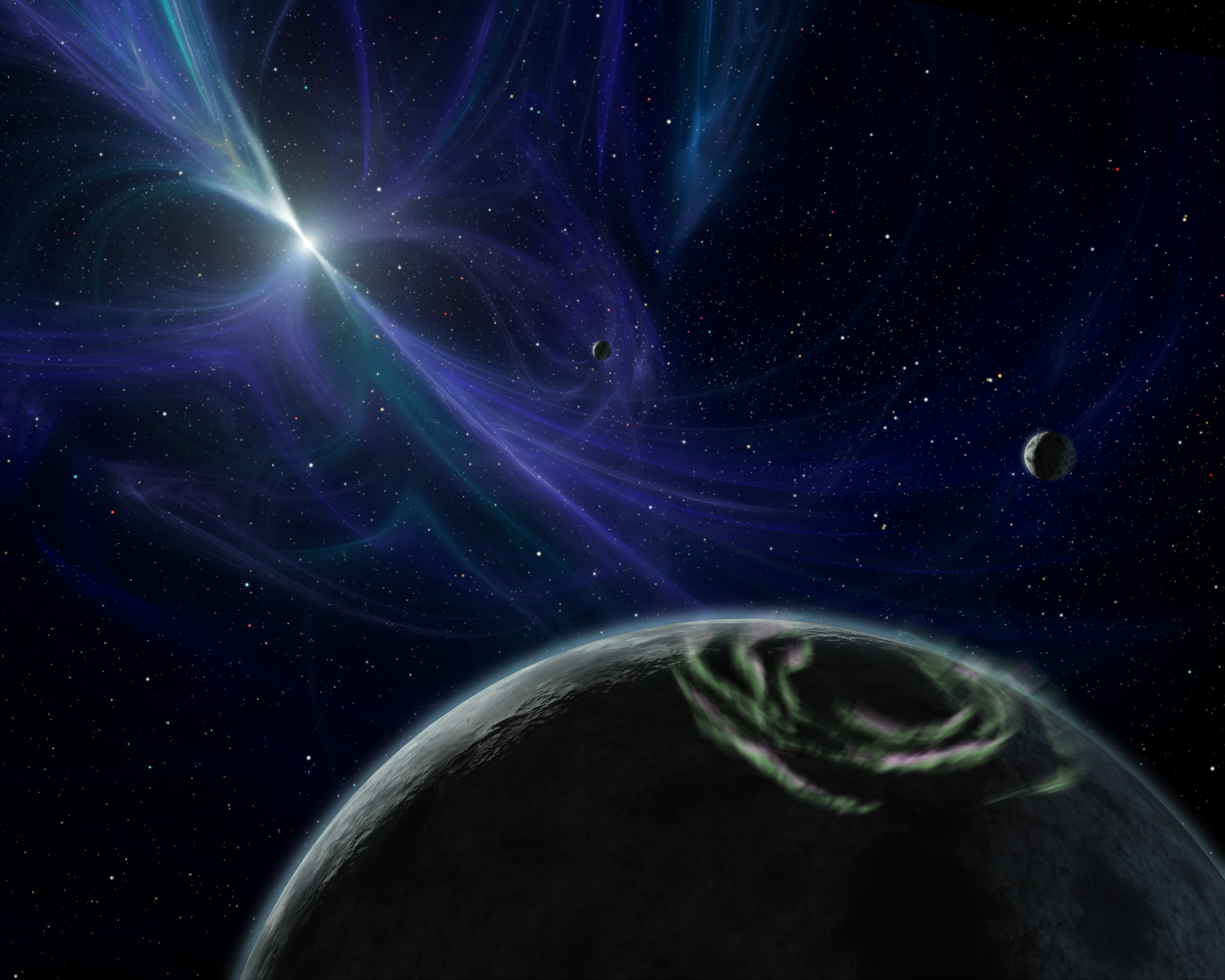
Eine künstlerische Darstellung des Planetensystems von Lich.

Pulsar-Planeten sind  Exoplaneten, die Pulsare oder Neutronensterne umkreisen. Der erste dieser Planeten wurde um einen Millisekundenpulsar entdeckt und war zugleich der erste Exoplanet, der entdeckt wurde.
Pulsar-Planeten werden durch die Pulsar-Timing-Methode  gefunden, also über Anomalien der Puls-Periode. Alle Himmelskörper, die einen Pulsar umkreisen, verursachen regelmäßige Änderungen der Puls-Periode. Da Pulsare mit einer sehr konstanten Geschwindigkeit rotieren, können Abweichungen relativ einfach mit genauen Messmethoden festgestellt werden.
2006 wurde entdeckt, dass der Pulsar PSR J0146+6145, 13.000 Lichtjahre von der Erde entfernt, eine protoplanetare Scheibe besitzt. Die Entdeckung wurde mithilfe des  Spitzer-Weltraumteleskops am Massachusetts Institute of Technology von einem Team gemacht, das von Deepto Chakrabarty geleitet wurde. Die Scheibe entstand vermutlich aus metallreichen Ablagerungen  einer Supernova, die den Pulsar vor ca. 100.000 Jahren formte. Sie ähnelt denen, die um sonnenähnliche Sterne zu finden sind, was vermuten lässt, dass sich auch ähnliche Planeten bilden werden.
Pulsar-Planeten können wahrscheinlich kein Leben beherbergen, wie wir es kennen, weil der hohe Grad ionisierender Strahlung, die der Pulsar abstrahlt, und der dazugehörende Mangel an sichtbarem Licht jede bekannte Form von Leben unmöglich macht.

## Liste bekannter Pulsar-Planeten
Bemerkung: MJ meint die Masse des Jupiter, und  ME die Masse der Erde.

### Bestätigte Planeten
| Pulsar         | Planet           | Masse     |
| -------------- | ---------------- | --------- |
| PSR J1623-2631 | PSR J1623-2631 b | 2.5 MJ    |
| Lich           | Draugr           | 0.020 ME  |
| Lich           | Poltergeist      | 4.3 ME    |
| Lich           | Phobetor         | 3.90 ME   |
| Lich           | PSR J1300+1240 e | 0.0004 ME |
| PSR J0332+5434 | PSR J0332+5434 b | > 2 ME    |

### Fragliche Planeten
| Pulsar         | Planet           | Masse |
| -------------- | ---------------- | ----- |
| PSR J1830-1059 | PSR J1830-1059 A | 3 ME  |
| PSR J1830-1059 | PSR J1830-1059 B | 12 ME |
| PSR J1830-1059 | PSR J1830-1059 C | 8 ME  |

### Protoplanetare Scheiben
| Pulsar         | Protoplanetare Scheibe   |
| -------------- | ------------------------ |
| PSR J0146+6145 | PSR J0146+6145's Proplyd |